# Rudolf Arborelius
Karl Rudolf Theodor Arborelius, född 24 december 1861 i Orsa, död 6 juli 1917 i Stockholm, var en svensk arkitekt.

## Liv och verk
Rudolf Arborelius var son till prästen och dialektforskaren Olof Ulric Arborelius och dennes tredje hustru Charlotta Friman, samt bror till konstnären Olof Arborelius. Han tog studentexamen vid högre realläroverket i Stockholm 1882. Efter studier vid Kungliga Tekniska högskolan 1882–1886 blev han ritare vid J. O. Wengströms mekaniska snickerifabrik . Under 1888–1897 var han anställd hos Isak Gustaf Clason, Ernst Stenhammar, Kasper Salin och Gustaf Lindgren, varefter han 1889 öppnade ett eget arkitektkontor i Stockholm.
Han hade en mångsidig verksamhet och ritade ett stort antal hus på framträdande platser i huvudstaden, några tillsammans med Erik Landewall. Stilmässigt var han en eklektiker och hans utpräglade intresse för konstindustriella former går framförallt igen i interiörernas detaljer. Han ritade villor i den nya villastaden Djursholm och i Gamla Enskede. Även på landsbygden som i Orsa återfinns hans produktion i form av kommunala byggnader. I arbetet som kyrkorestauratör och arbetade han i historiska stilar. I de äldre arbetena finns en rik användning av detaljformer, särskilt i snickeriarbetena, medan de senare präglas av lugnare linjer och enkelhet.

## Familj
Rudolf Arborelius gifte sig 1895 med Emmy Glantzberg, dotter till kyrkoherden Kristian Magnus Glantzberg. Han var far till arkitekten Lars Arborelius , läkaren Måns Arborelius och till Ellen Arborelius, gift Berdenis van Berlekom.

## Bildgalleri

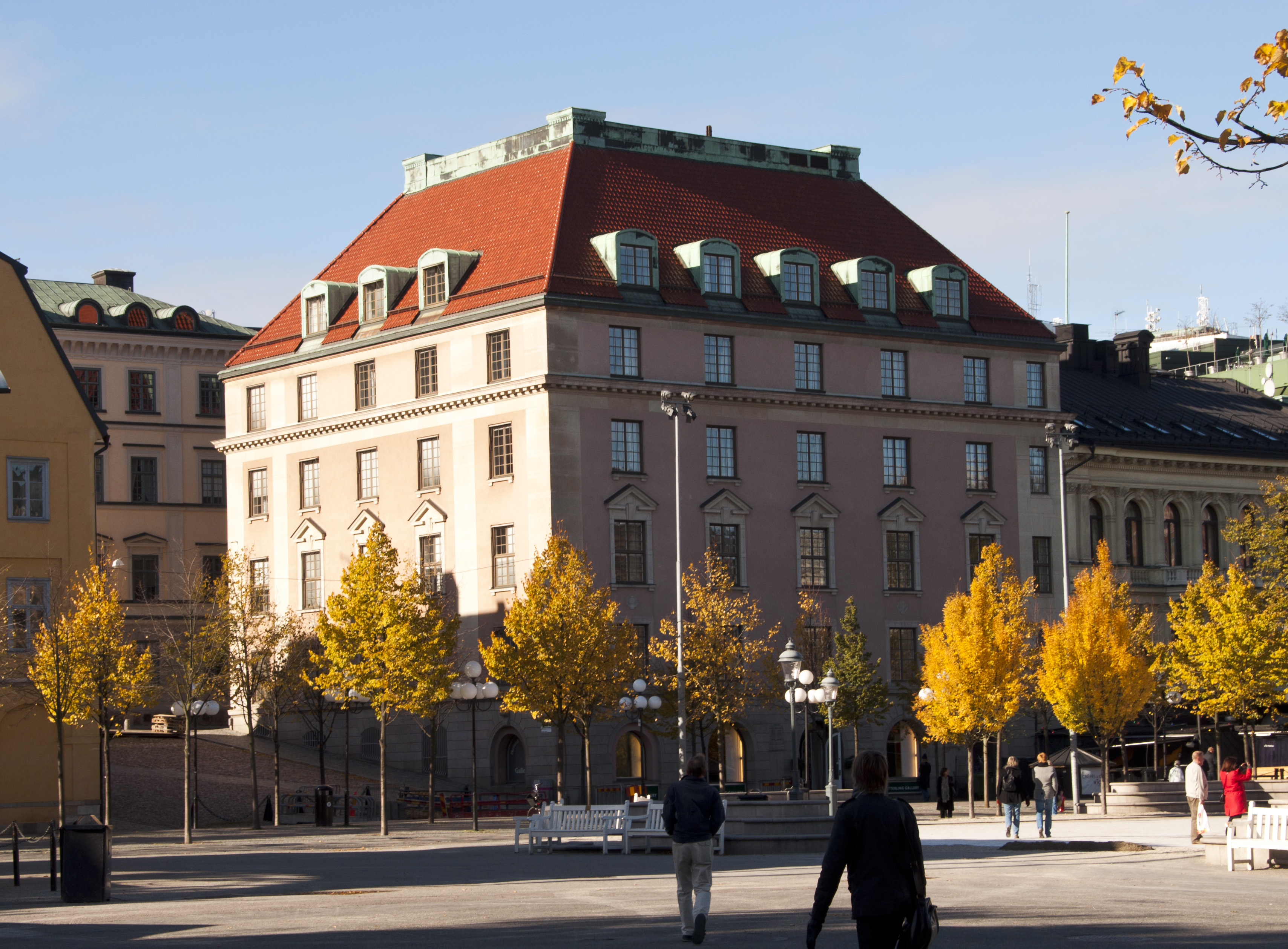
Kungliga Trädgården 3, Stockholm
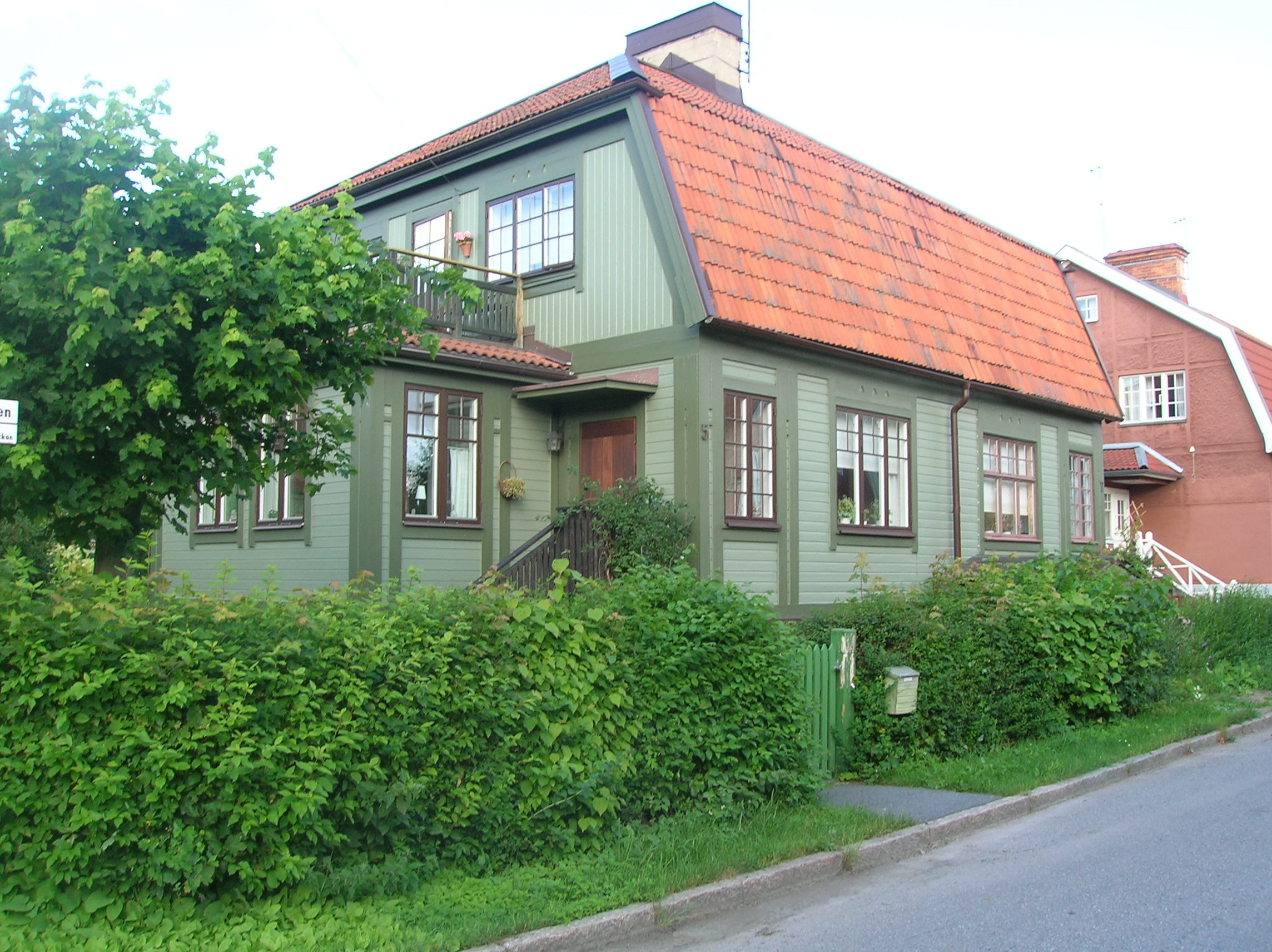
Typhus vid Ängsvägen i Gamla Enskede, Stockholm
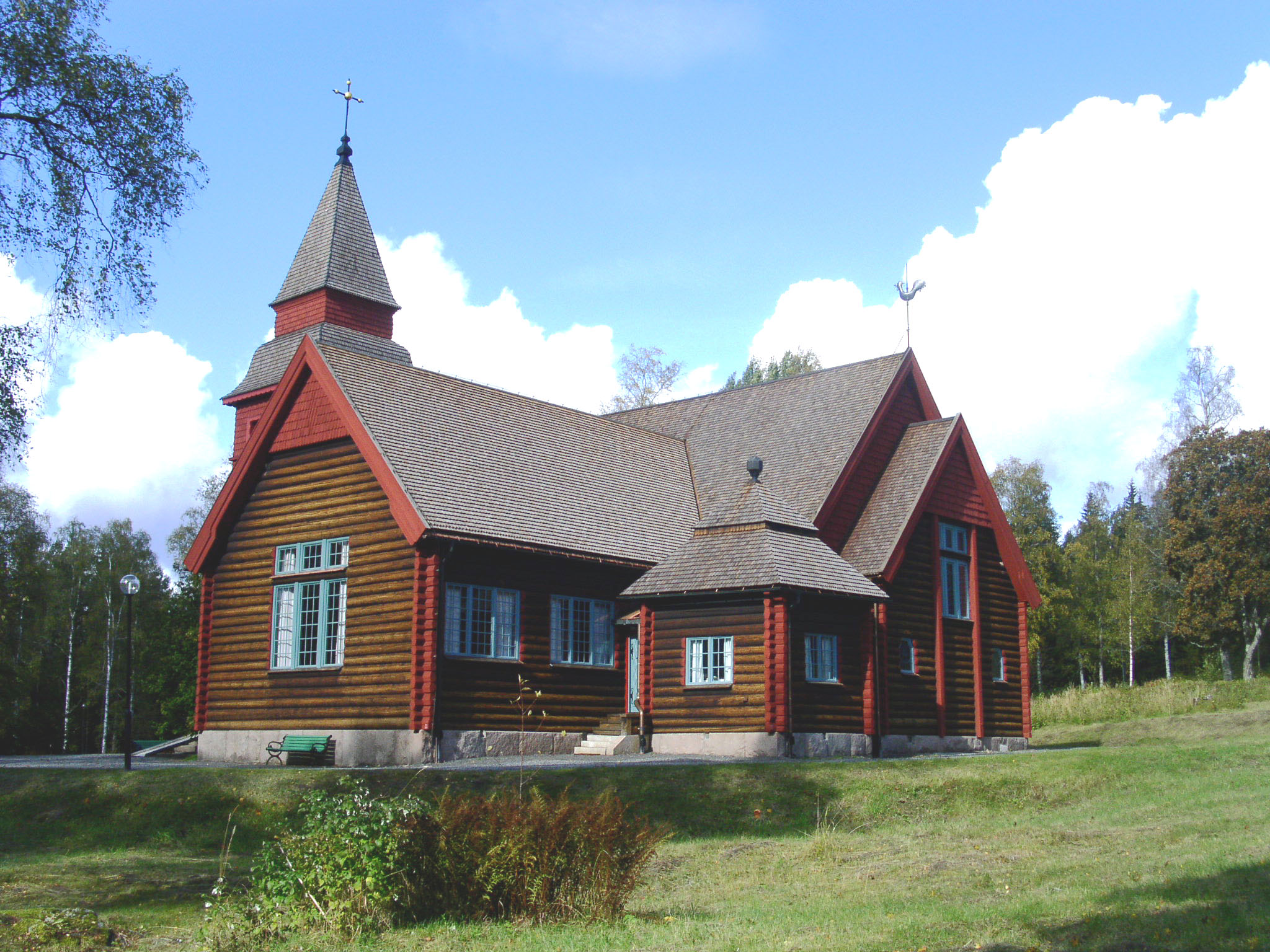
Hörkens kyrka, invigd 1925
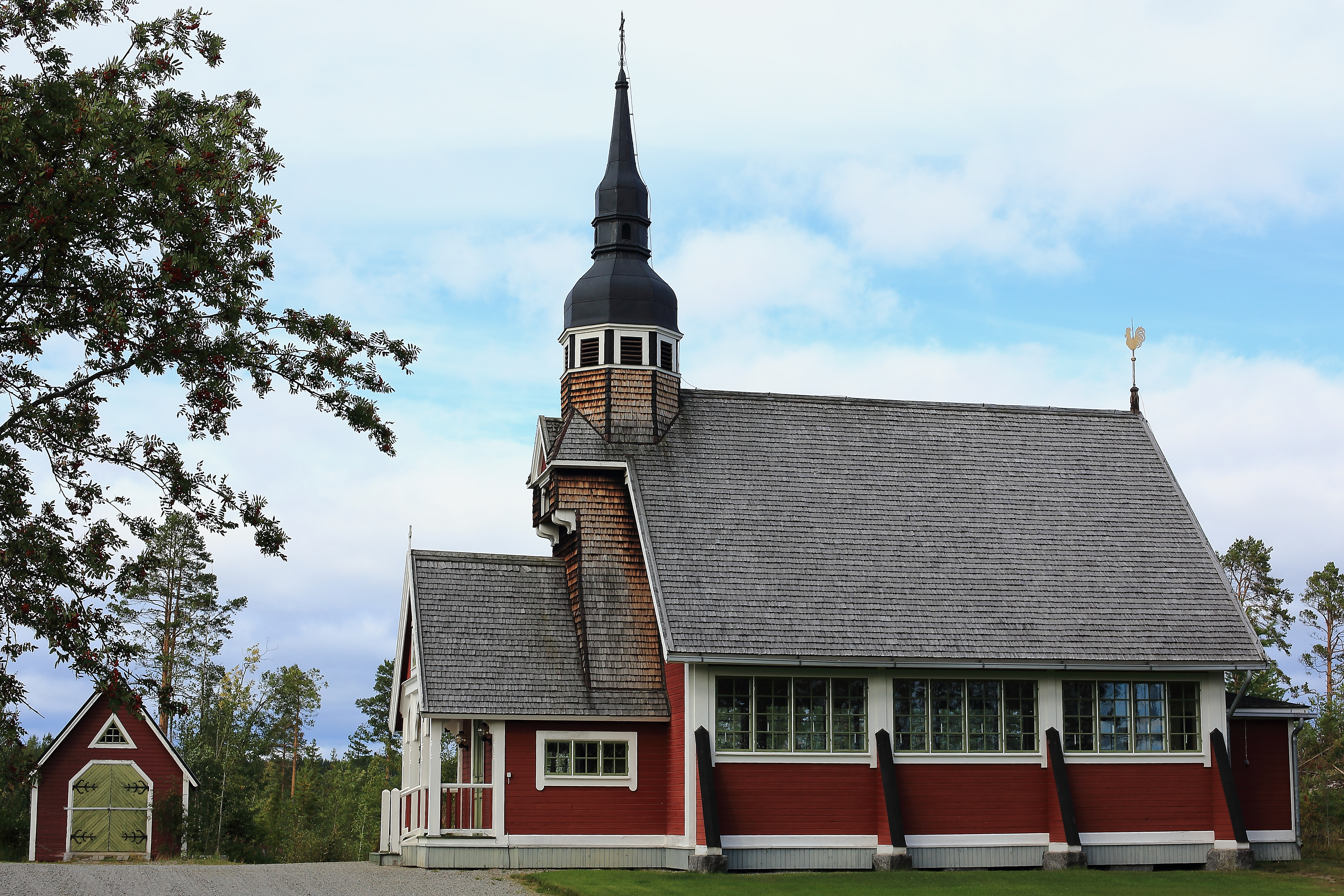
Ljungå kapell
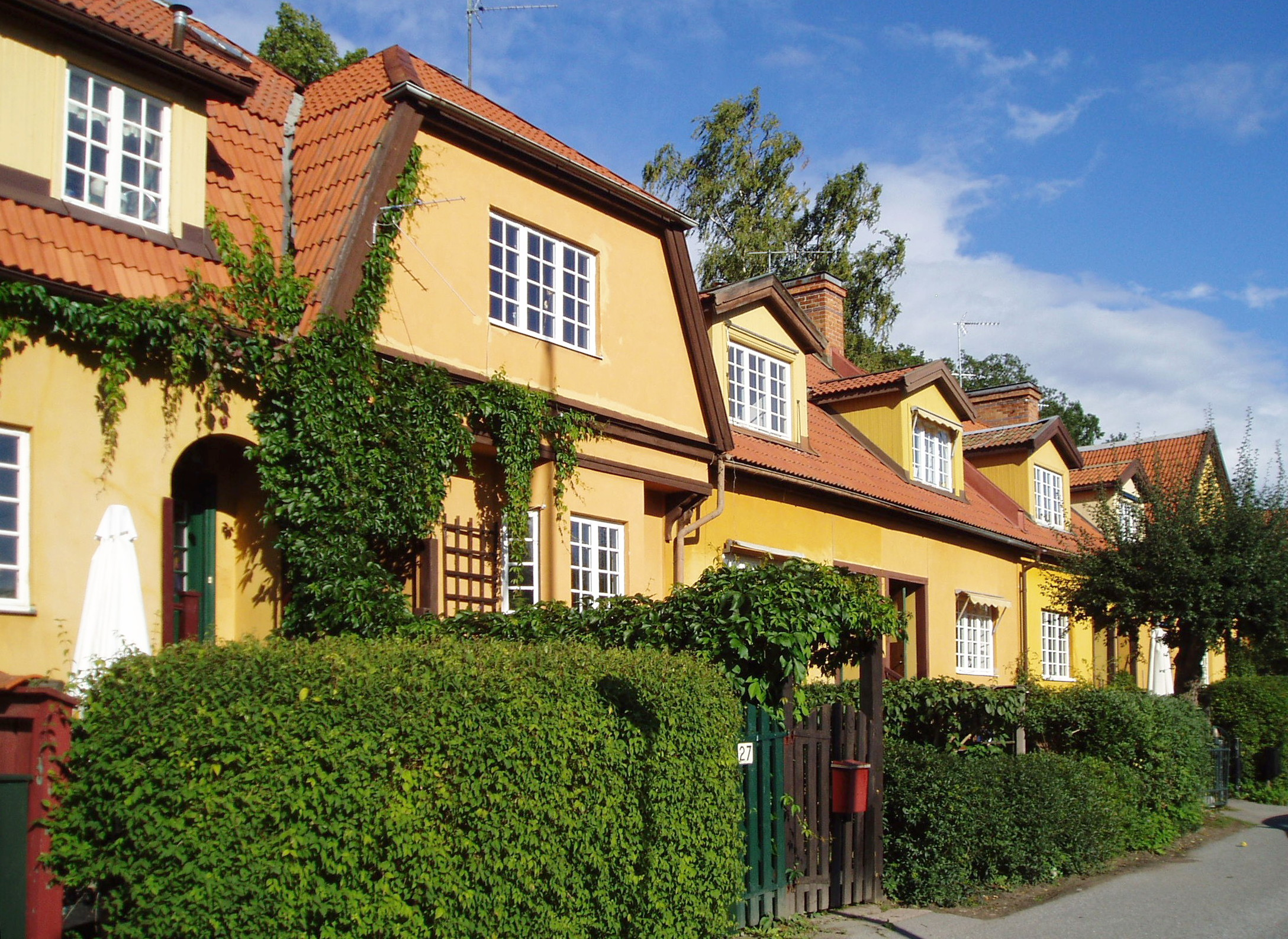
Kvarteret Canada, Lidingö
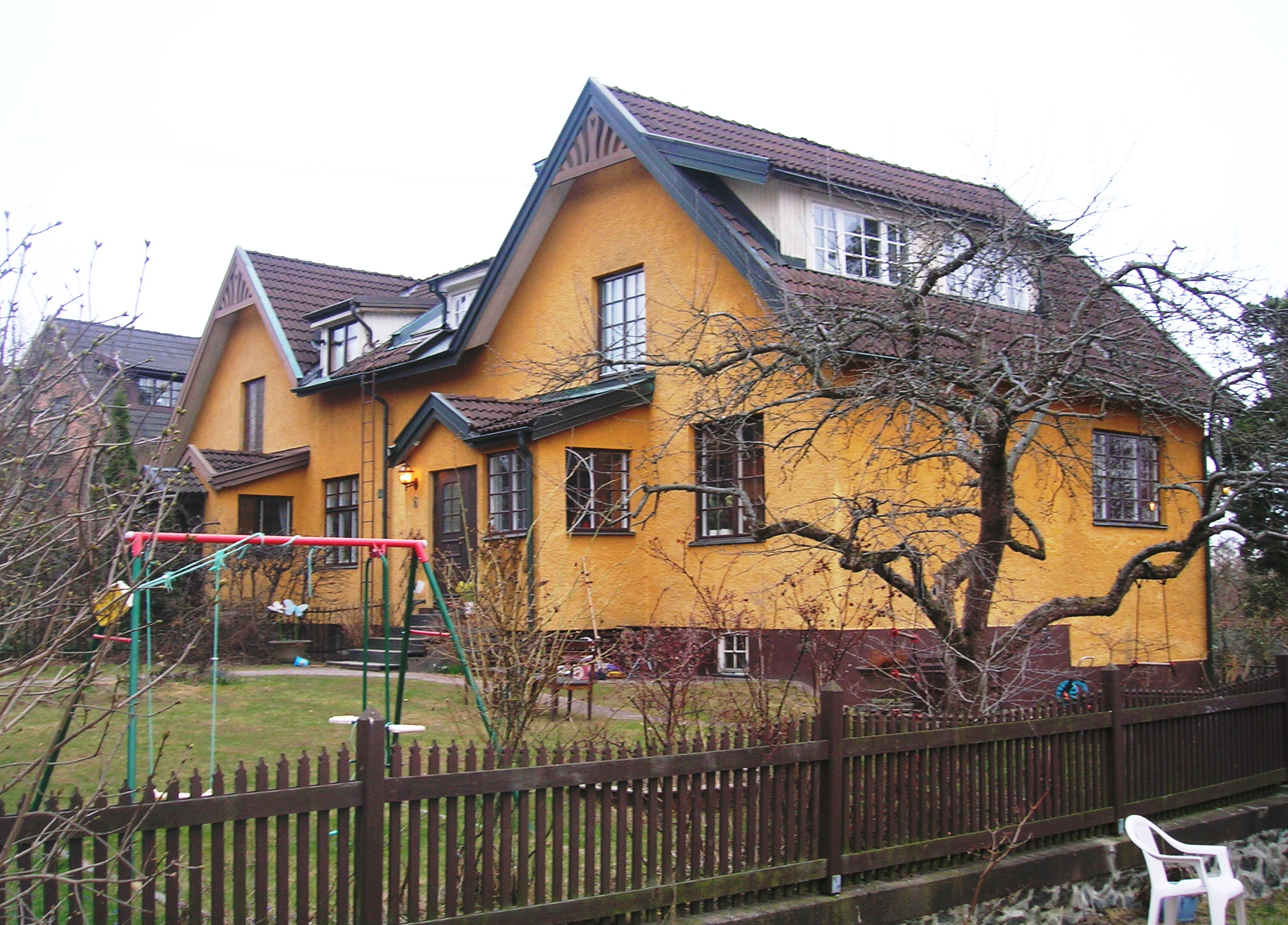
Tallvägen 6–8 och 10-12 i Enskede gård, Stockholm, uppförd 1906–1907
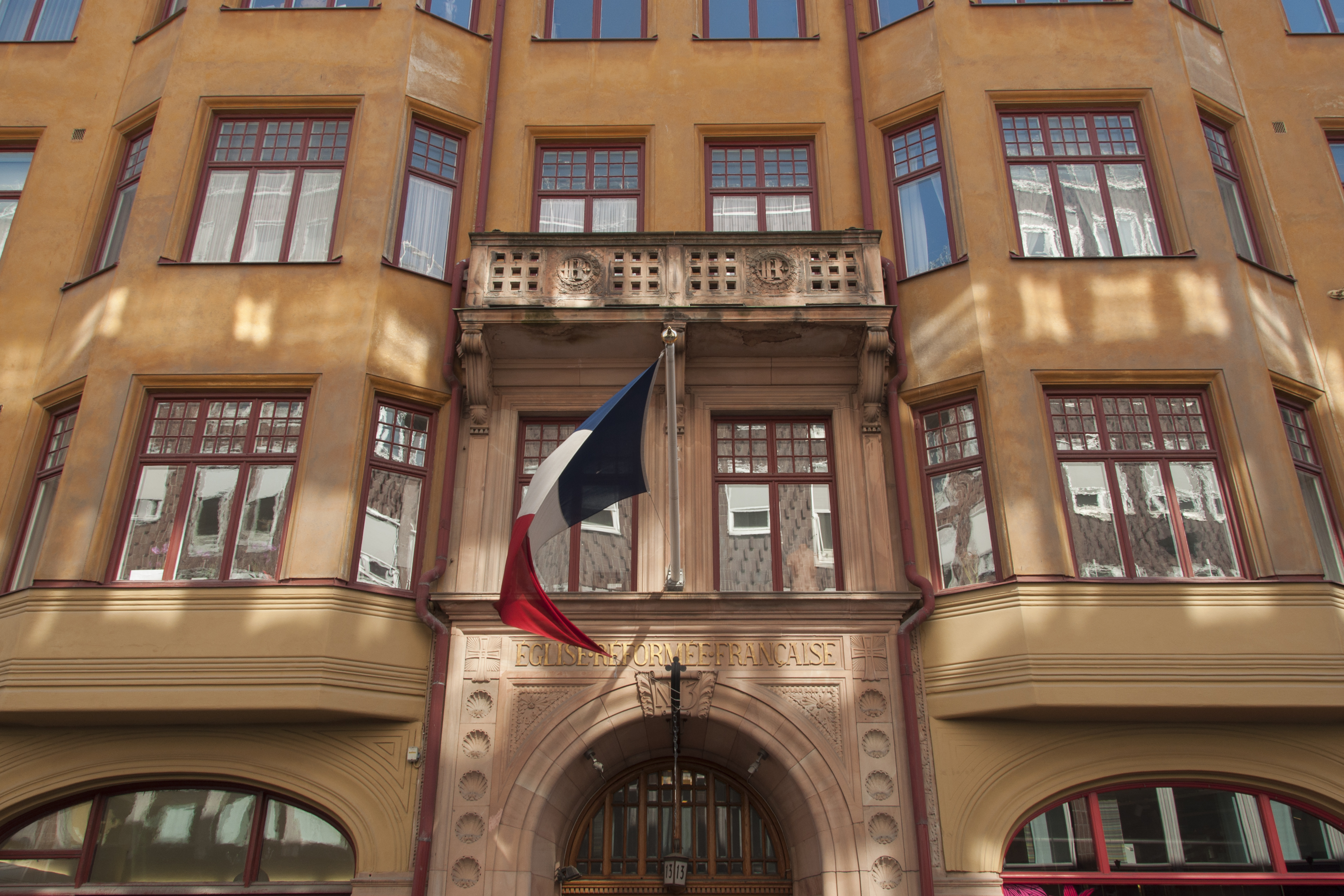
Franska reformerta församlingens hus, Stockholm
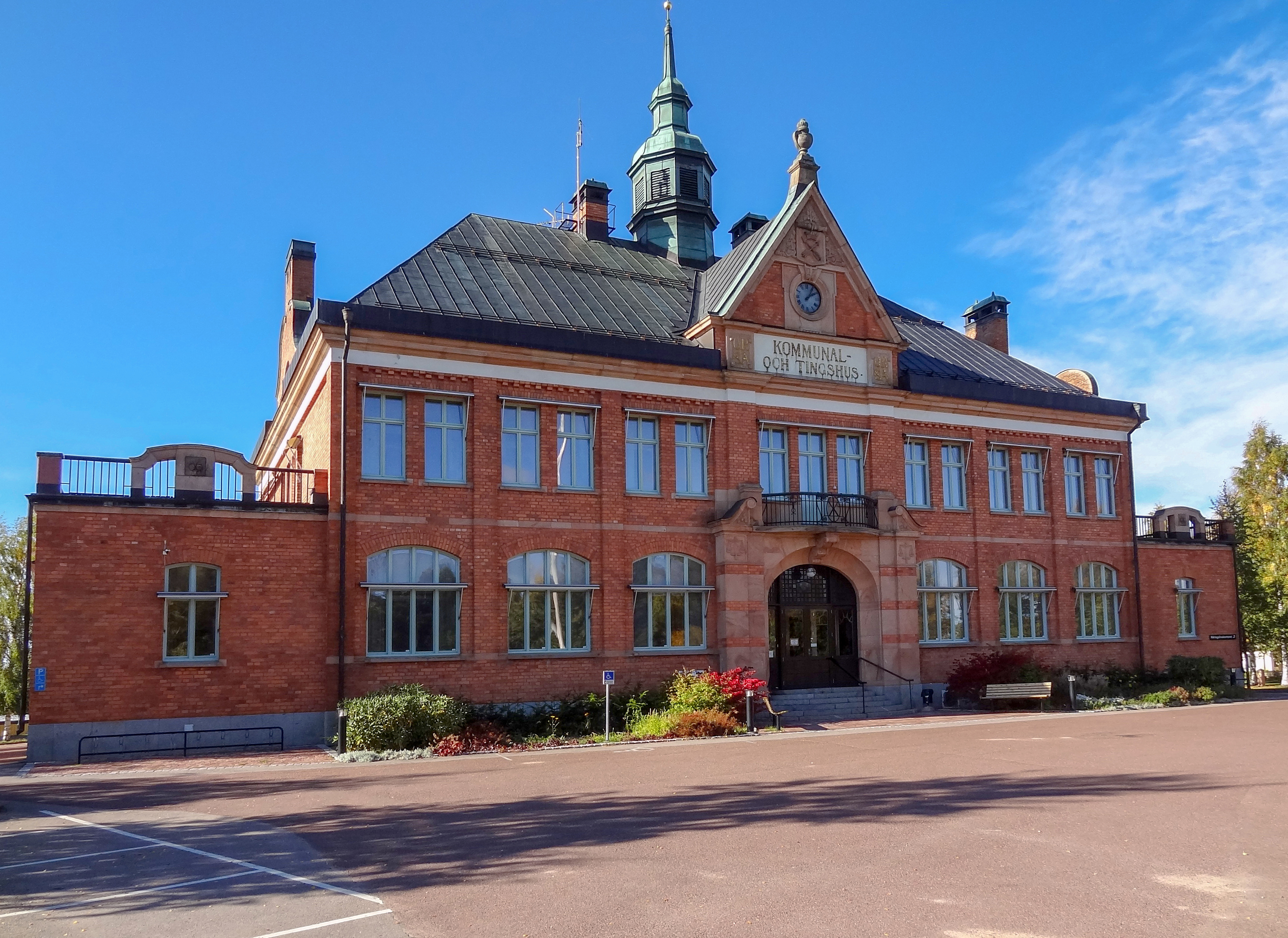
Orsa kommun- och tingshus

## Verk i urval
I kronologisk ordning.
- Kyrkoherdebostad i Orsa, 1894.[9]

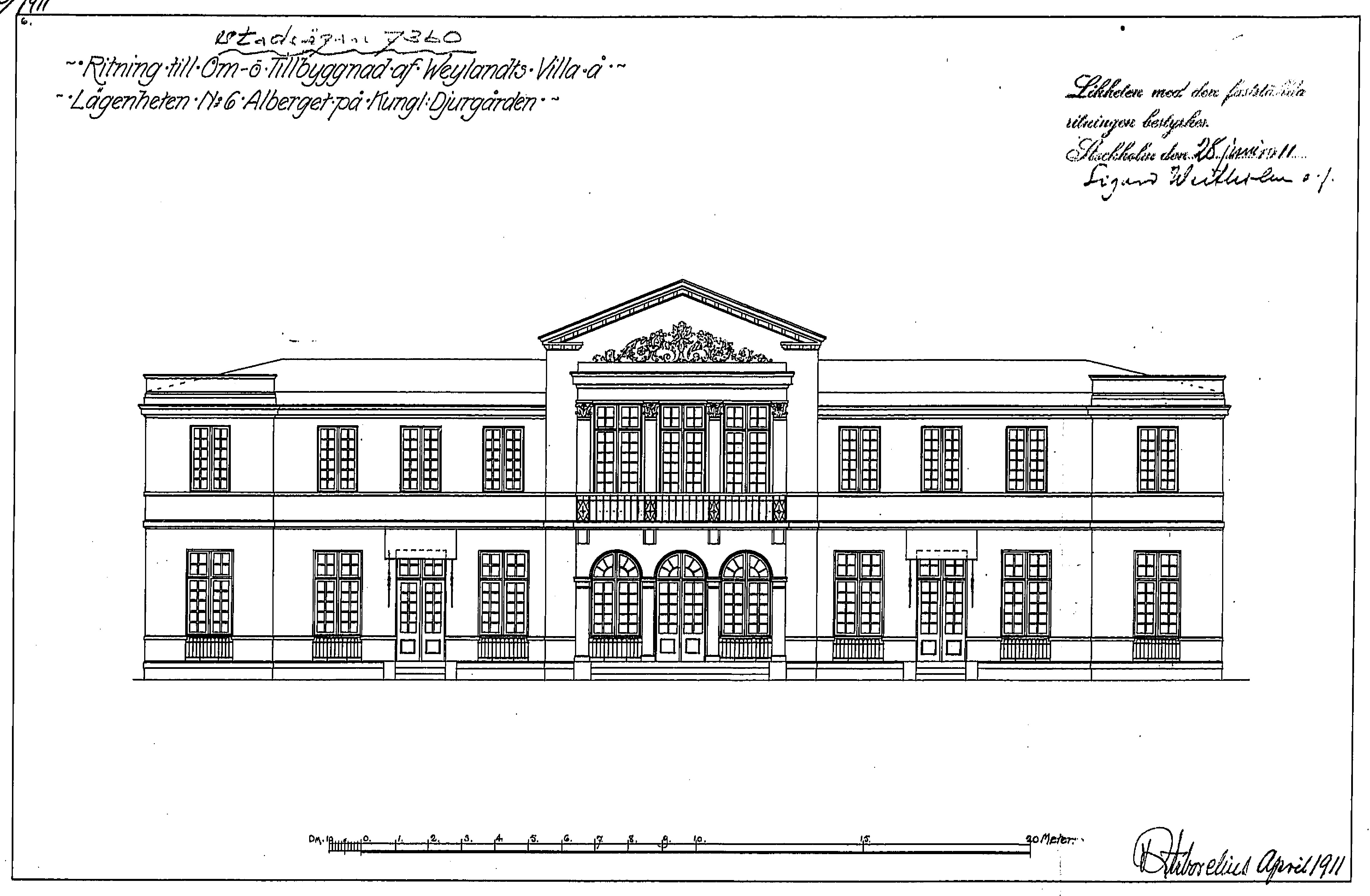
Fasadritning till Weylandtska villan, 1911.

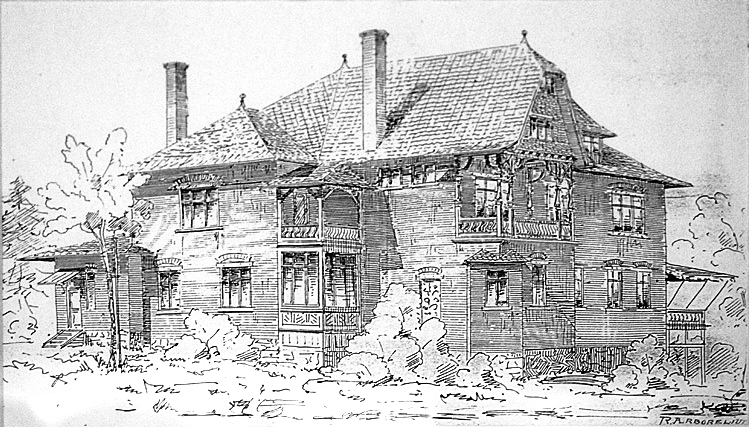
Villa Mittag-Leffler, prespektivskiss av Rudolf Arborelius, troligtvis 1890

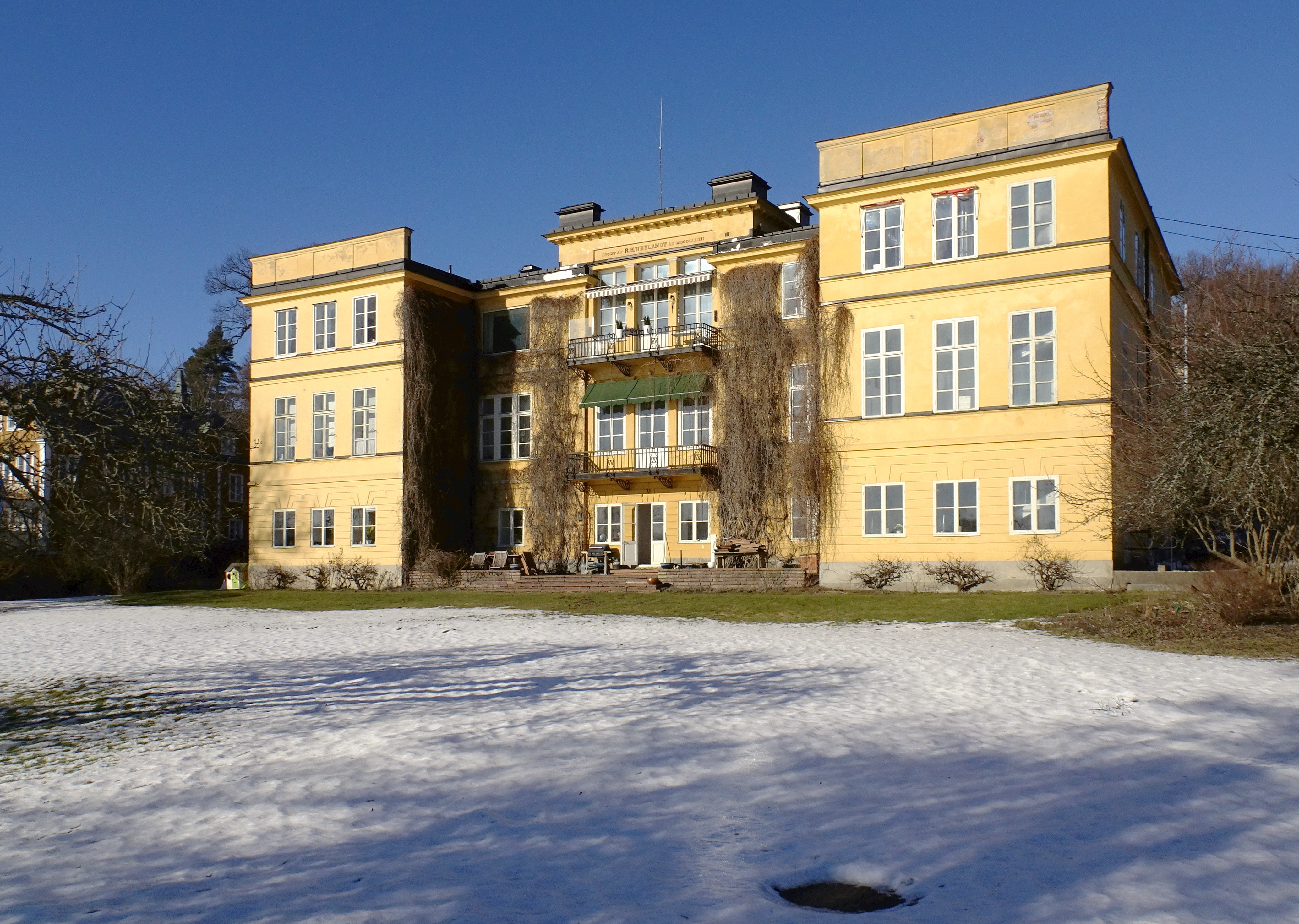
Weylandtska villan, om- och tillbyggnad.

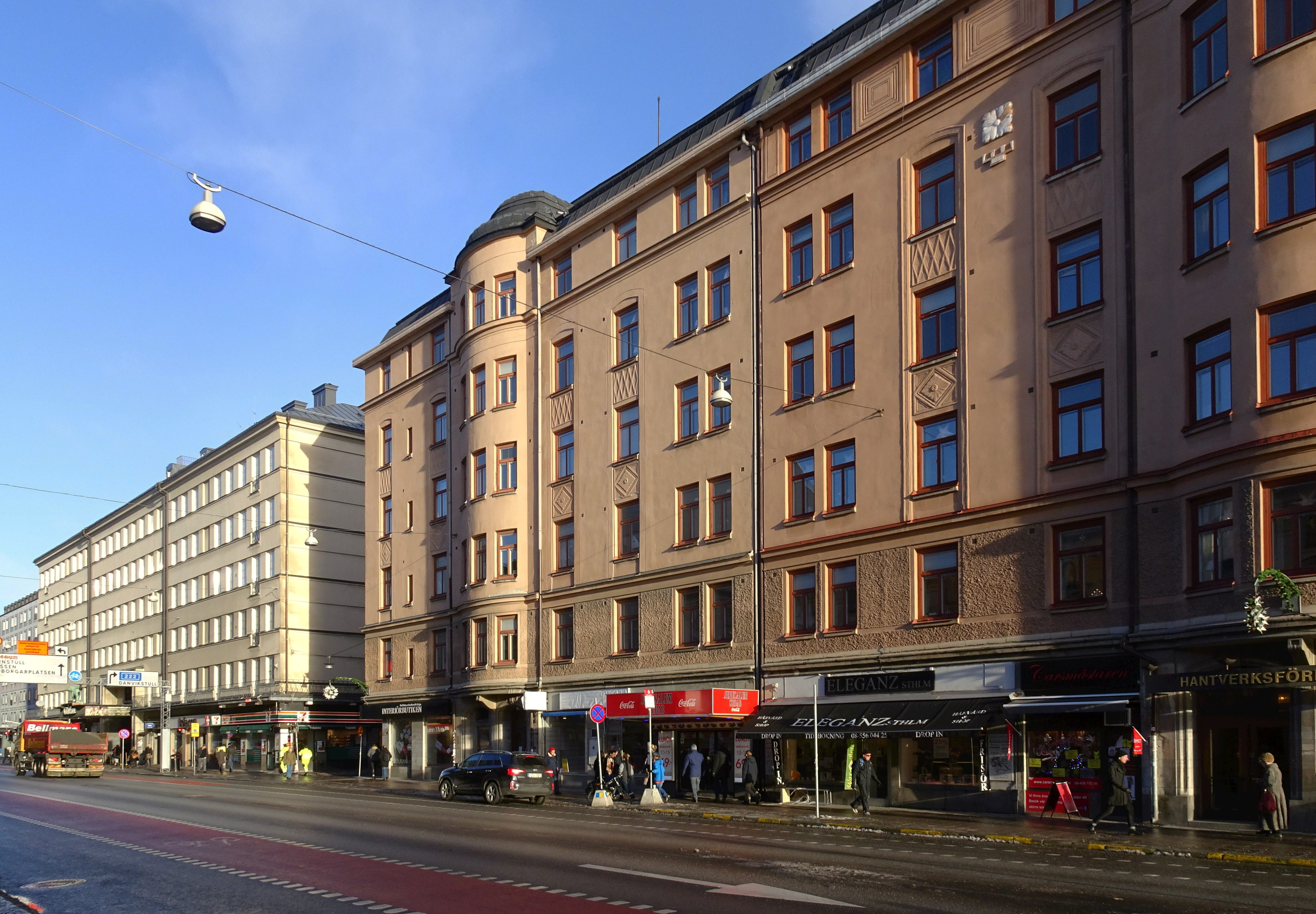
Götgatan 53-61, närmast kvarteret Formannen, byggt 1909, arkitekt Rudolf Arborelius (tillsammans med Erik Landewall).

- Villa Mittag-Leffler, kv Midgård, Djursholm 1896, senare omgestaltad av Ferdinand Boberg.
- Eir 10, villa för Isaak Hirsch, Djurholm, 1896
- Arbetarbostäder i kvarteret Ängsknarren, etappvis 1897-1918
- Paviljong i Stockholms idrottspark (på nuvarande Stockholms stadions plats) 1896 (tillsammans med Fredrik Lilljekvist).
- Ombyggnader av Margretelunds slott, 1897
- Bostadshus kv.Kamelian 17, Stockholm, 1899
- Orsa tingshus 1902.[10]
- Bostads- och affärshus, kv Hästen, Orsa 1902-1903.
- Restaurering av Älvdalens kyrka, 1903
- Abisko turiststation 1903
- Ombyggnad av entré, trapphus av Stora Sällskapet, Arsenalsgatan 7, Stockholm 1903.
- Franska reformerta församlingens hus, Humlegårdsgatan 13-15, Stockholm 1905.
- Restaurering av Heds kyrka, 1905
- Stockholms Inteckningsgaranti ABs ombyggnad av Gustav Horns palats med ny bankhall 1906.
- Radhus i Kvarteret Canada på Lidingö 1907.
- Gamla brandstationen, Orsa 1907
- Ljungå kapell, Hällesjö socken, 1909
- Ombyggnad Svalnäs gård, Djursholm, 1909
- Bostadshus, Kronkvarnen 14, Stockholm, 1909
- Drottsgården, Katarinavägen 13, Stockholm (tillsammans med Erik Landewall) 1909.
- Bostadshus Formannen 13 och 14, Götgatan, Stockholm (tillsammans med Erik Landewall) 1909
- Radhus mm i Enskede (Palmeska villastaden) Stockholm 1909-1910.
- Weylandtska villan, Alberget, Djurgårdsvägen 150, Djurgården 1911, Stockholm, tillbyggnad.
- Hörkens kyrka, Ljusnarsbergs socken, 1913
- Bostadshus Eriksbergsgatan 13, Stockholm 1913-1914.
- Bostadshus Bananen 9, Stockholm 1913-1914
- Bostadshus Flugsnapparen 6 i Lärkstaden, Stockholm 1914-1916
- Civilstatens änke- och pupillkassas hus vid Kungsträdgården, Stockholm 1915.
- Sällskapet barnavårds hus i Stadshagen, Stockholm 1915[11]
- Restaurering av Gagnefs kyrka, 1916
- Ombyggnad av Djursholms slott.